# Aruküla (Koeru)
Koordinaten: 58° 57′ N, 26° 0′ O
Aruküla (deutsch Arroküll) ist ein Dorf (estnisch küla) in der estnischen Landgemeinde Järva (bis 2017 in Koeru) im Kreis Järva. Es hat 61 Einwohner (Stand 2008).
Der Ort wurde erstmals in der ersten Hälfte des 17. Jahrhunderts unter dem Namen Arrenküll urkundlich erwähnt. Er liegt nördlich der Stadt Paide (Weißenstein).

## Gutshaus von Aruküla

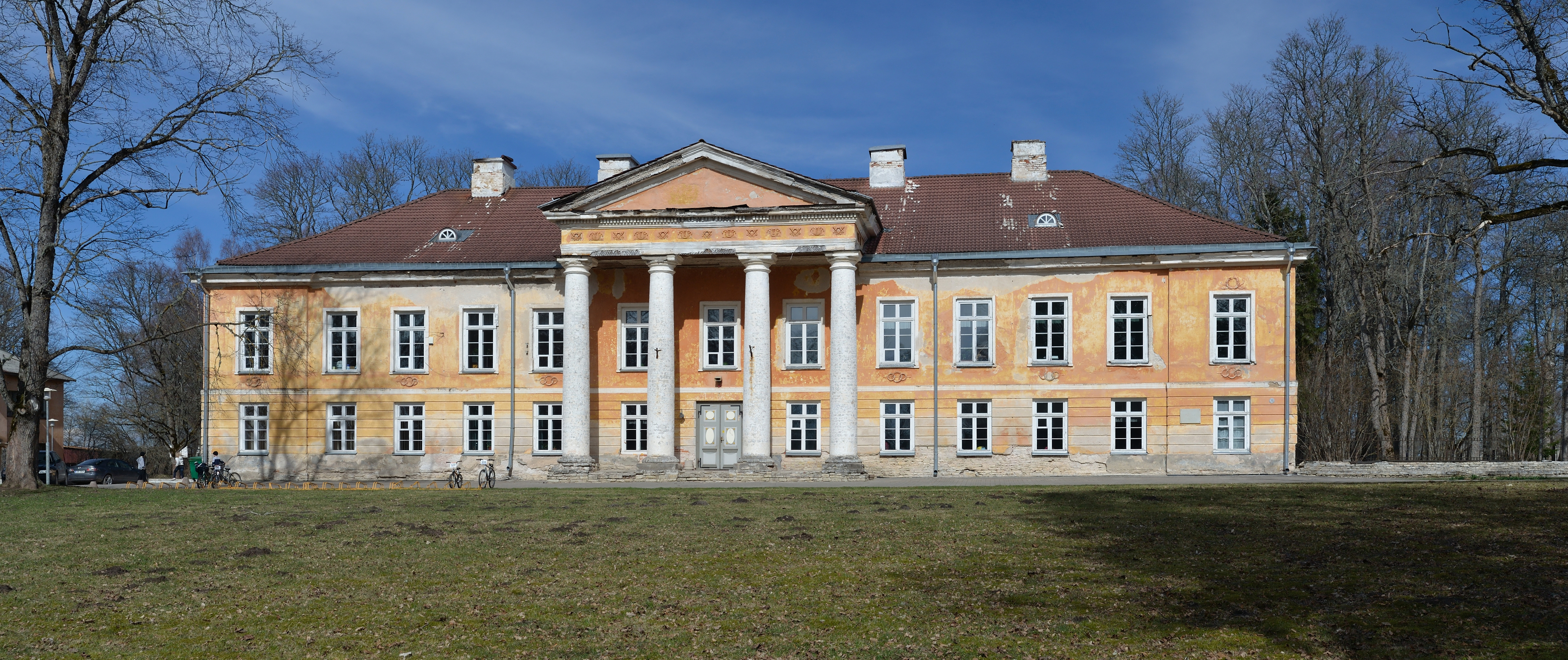
Vorderansicht des Gutshauses von Aruküla

Das Gut von Aruküla gehörte zunächst der Familie Gerstenberg, bevor es von 1635 bis 1651 im Eigentum des schwedischen Feldherren Lennart Torstensson (1603–1651) stand. Anschließend gehörte das Gut bis 1669 seinem Sohn, dem schwedischen Staatsmann Anders Torstenson (1641–1686).
Ein Herrenhaus aus Stein wurde zwischen 1782 und 1789 errichtet. Nach einem Feuer Anfang des 19. Jahrhunderts wurde 1810 der Bau eines klassizistischen Gutshauses fertiggestellt. Von 1812 bis 1819 lebte dort Karl Gregor von Knorring (1769–1837), einer der bekanntesten Übersetzer russischer Literatur der damaligen Zeit. Bekannt wurde unter anderem seine Übersetzung von Alexander Gribojedows Komödie Verstand schafft Leiden. Seine Frau, die Schriftstellerin Sophie Tieck (Schwester von Ludwig Tieck), schrieb in Aruküla einige ihrer Werke. In Evremont hat sie Orte und Landschaft literarisch festgehalten.
1820 kaufte der russische General Graf Karl Wilhelm von Toll, der sich unter anderem bei Feldzügen in der Schweiz, in Italien und gegen Napoleon ausgezeichnet hatte, das Gut Aruküla. Lew Tolstoi hat Karl von Toll in Krieg und Frieden ein literarisches Denkmal gesetzt. In der Nähe des Herrenhauses befindet sich heute die neogotische Grabkapelle der Familie aus der zweiten Hälfte des 19. Jahrhunderts.
In der Zeit Karl von Tolls wurde das Herrenhaus im sogenannten Petersburger Empirestil umgebaut und erhielt sein heutiges Aussehen. Das zweigeschossige Herrenhaus aus Kalkstein wird von einer spätklassizistischen Fassade mit einem mächtigen Portikus aus vier Säulen geziert.
Das Gut wurde 1919 von der estnischen Regierung im Zuge der Landreform enteignet. Seitdem befindet sich im Herrenhaus eine Schule.